# Daram (Moulvoudaye)
Daram est un canton et une localité du Cameroun dans la commune de Moulvoudaye, le département du Mayo-Kani et la Région de l'Extrême-Nord. 

## Population
En 1976, le village de Daram Garre comptait 428 habitants, 246 Peuls et 182 Toupouri. 
Lors du recensement de 2005, 18 987 personnes ont été dénombrées dans le canton, dont 17 494 pour Daram proprement dit.

## Infrastructures
Daram est doté d'un collège public général (CES).